# Багговут, Александр Карлович
Алекса́ндр Ка́рлович Баггову́т (1861 — после 1917) — русский государственный деятель, Полтавский и Курский губернатор.

## Биография
Православный. Из старинного дворянского рода.
Сын Гатчинского коменданта генерала от инфантерии Карла Федоровича Багговута и Марии Ивановны Павловой. Младшие братья — Владимир, отставной гвардейский офицер, и Иван, генерал от артиллерии.
Окончил Пажеский корпус (1878), из камер-пажей был произведен в корнеты Кавалергардского полка.
В 1885 году вышел в запас армейской кавалерии в чине штабс-ротмистра. В 1899 был определен на службу в штат Тамбовского губернского правления и назначен помощником Кирсановского уездного исправника. Затем служил земским начальником: 1-го участка Кирсановского уезда (1891—1897), 6-го участка Борисоглебского уезда (1897—1904) и 1-го участка Тамбовского уезда (1904—1907). 8 апреля 1907 года был причислен к МВД, а в июле того же года назначен непременным членом Тамбовского губернского правления.
Занимал посты Тульского вице-губернатора (1909—1913), Полтавского (1913—1915) и Курского (1915—1917) губернатора. В 1911 году был произведен в действительные статские советники. Активно проводил политику русификации Украины, боролся с малейшими проявлениями украинства, и с изучением самого украинского языка в системе образования.
Судьба после 1917 года неизвестна.

## Награды
- Орден Святого Станислава 2-й ст. (1898);
- Орден Святого Владимира 3-й ст. (1913);
- Высочайшая благодарность (1915);
- Орден Святого Станислава 1-й ст. (1915).

- Медаль «В память коронации императора Александра III»;
- Медаль «В память царствования императора Александра III»;
- Медаль «В память 300-летия царствования дома Романовых».